# Theater an der Wien

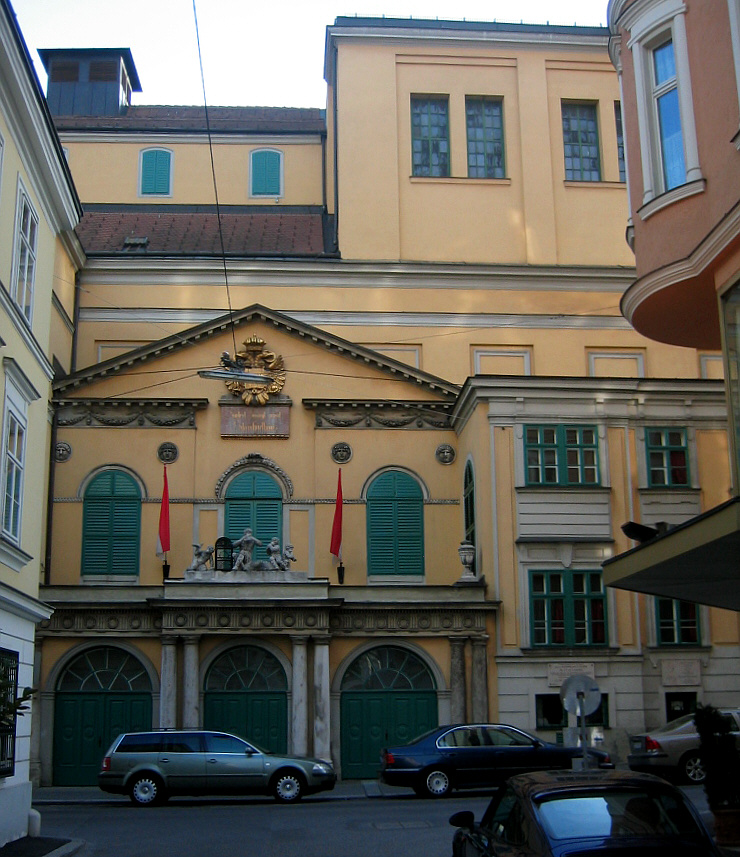
Theater an der Wien (Papageno poort in de Millöckergasse)

Het Theater an der Wien (het theater aan de rivier de Wien) is een theater in Wenen. Het theater heeft circa 1120 zitplaatsen. Het theater is geopend in 1801 en heeft een fameuze geschiedenis. Ook heden ten dage is het een belangrijk operahuis en theater.

## Oorsprong

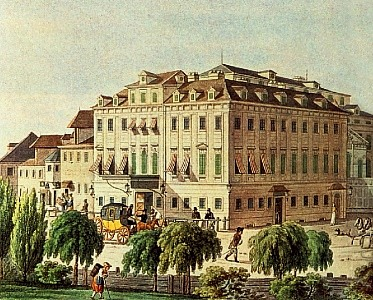
Theater an der Wien, 1815

Het theater was het geesteskind van de Weense impresario Emanuel Schikaneder, die bekend is geworden als librettist en ensceneur van de opera Die Zauberflöte (De toverfluit) van Mozart (uit 1791). Schikaneders gezelschap had al verschillende jaren met succes opgetreden in Wenen in het kleinere 800 zitplaatsen tellende Theater auf der Wieden, waar Die Zauberflöte in première was gegaan. Schikaneder, wiens uitvoeringen vaak met spektakel en vele scènewisselingen gepaard gingen, wilde graag een groter en beter uitgerust theater voor zijn werk.
Hij had reeds een keizerlijke toestemming verworven om een nieuw theater te laten bouwen in 1786, maar pas in 1798 voelde hij dat hij klaar was om de klus te beginnen. Het gebouw werd ontworpen door architect Franz Jäger in de Empirestijl (het werd later overigens verbouwd). De bouw was gereed in 1801. Het theater werd omschreven als "het meest rijk uitgevoerde en een van de grootste theaters van zijn tijd".
Het theater opende de deuren op 13 juni 1801 met een proloog, geschreven door Schikaneder en gevolgd door een uitvoering van de opera "Alexander" van Alexander Teyber.
Slechts een deel van het originele theater is bewaard gebleven: de "Papagenopoort" is een aandenken aan Schikaneder, die afgebeeld wordt in de rol van Papageno in Die Zauberflöte, een rol overigens die hij voor zichzelf ter opvoering had geschreven. Hij wordt getoond met zijn drie kinderen, die de Drie Jongens spelen in dezelfde opera.

## Premières in het theater
Daar het theater prominent was in de artistieke stad Wenen werd het theater de plek waar vele premières plaatsvonden van uiteenlopende voorstellingen en concerten. Hieronder waren:
- 1805 (20 november) Ludwig van Beethovens opera Fidelio. Beethoven woonde overigens in een paar kamers in het theater zelf, op uitnodiging van Schikaneder, tijdens zijn werk aan de compositie.
- Andere premières van Beethoven:
  - 1803 (5 april) 2e Symfonie
  - 1805 (7 april) 3e Symfonie
  - 1806 (23 december) Vioolconcert in D
  - 1808 (22 december) 5e Symfonie en 6e Symfonie, Koorfantasie (Beethoven), en het Pianoconcert Nr. 4.
- 1817 Die Ahnfrau van Franz Grillparzer
- 1823 Rosamunde, Fürstin von Zypern (Rosamunde, Prinses van Cyprus), een stuk van Wilhelmine von Chézy—volgens een criticus: "vreselijk onvoorstelbaar"[3] - en compleet vergeten heden ten dage, behalve het deel van de muziek bij Rosamunde van Franz Schubert
- 1844 Der Zerrissene van Johann Nepomuk Nestroy
- 1874 (5 april) Die Fledermaus van de jonge Johann Strauss
- 1882 Der Bettelstudent van Karl Millöcker
- 1898 (5 januari) Der Opernball van Richard Heuberger
- 1905 (30 december) Die lustige Witwe van Franz Lehár
- 1908 (14 november) De Chocolate Soldaat van Oscar Straus
- 1909 (12 november) Der Graf von Luxemburg van Franz Lehár

## Latere geschiedenis

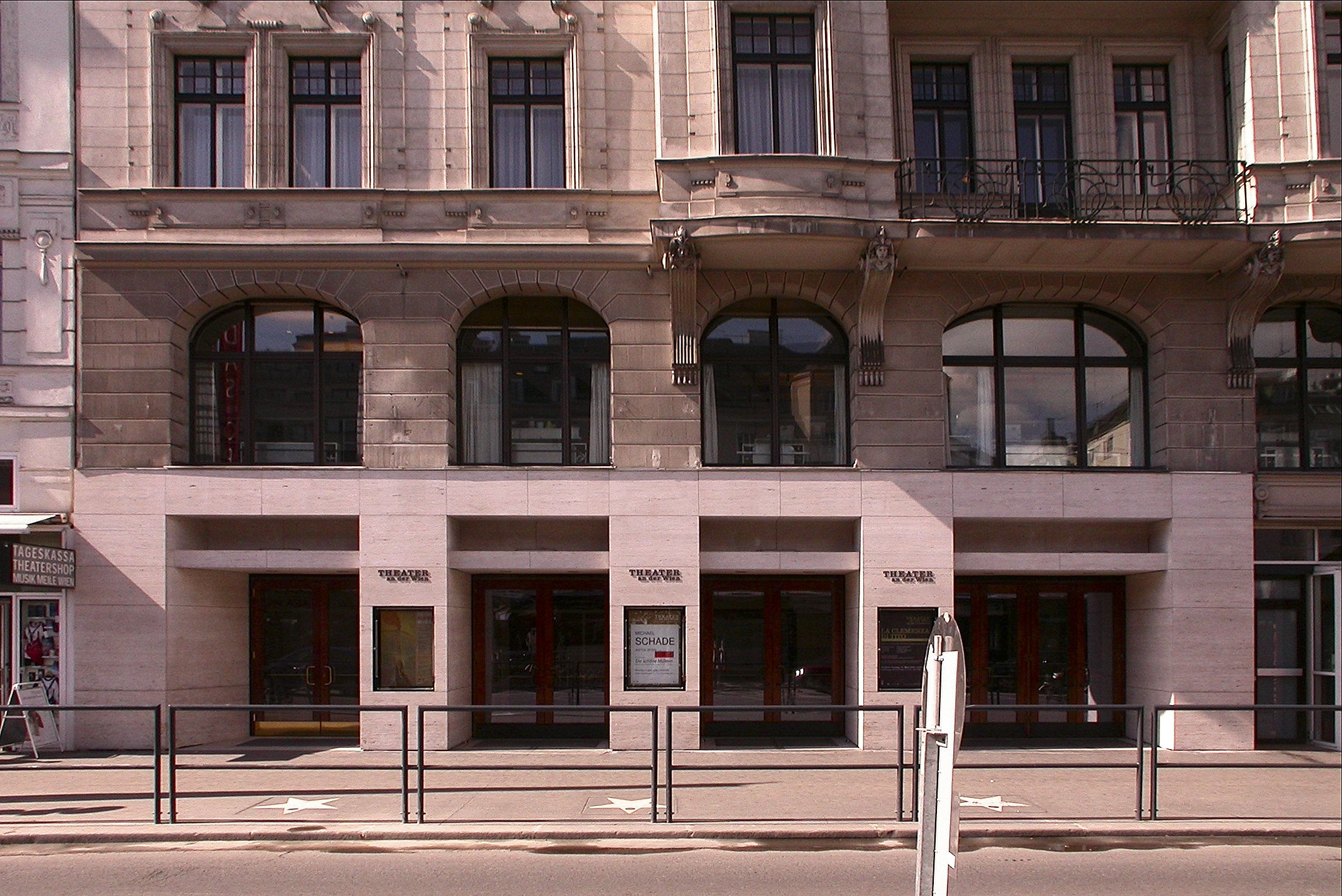
Entreevleugel aan de Naschmarkt, in 2006 opnieuw ontworpen

Het theater beleefde een gouden eeuw gedurende de florerende Weense operettetijd. Van 1945 tot 1955 was het theater een tijdelijk onderkomen van de Weense Staatsopera, omdat hun eigen gebouw in de Tweede Wereldoorlog gebombardeerd was.

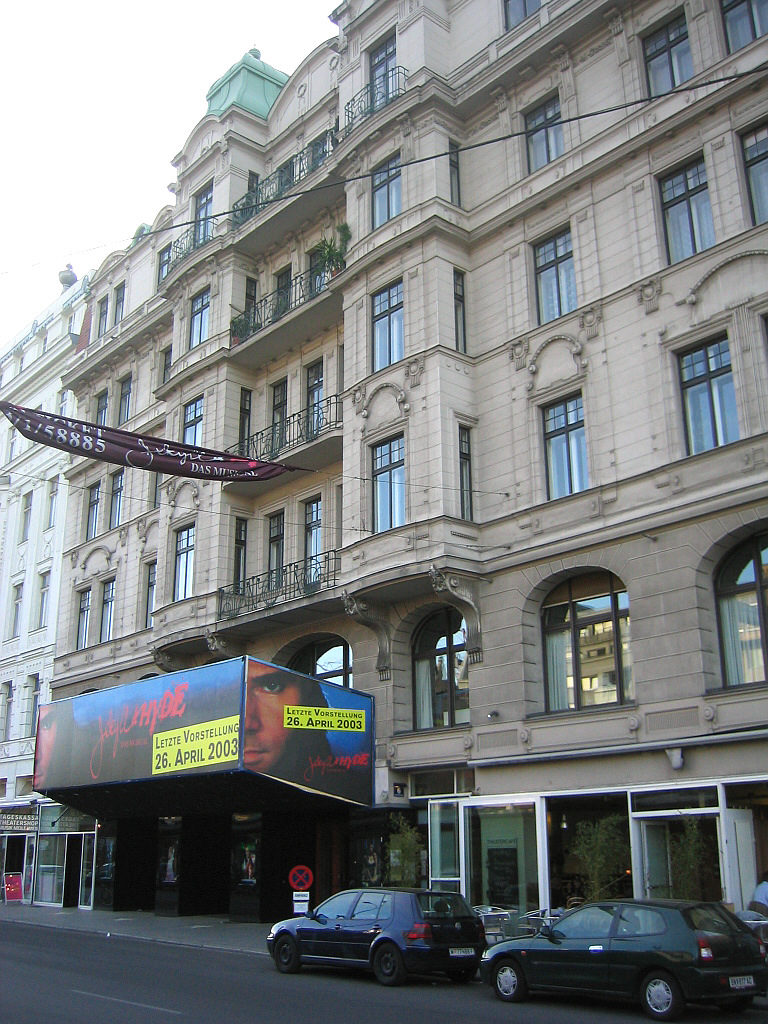
Theater an der Wien (voormalig, Broadway-achtige entreevleugel - gesloopt in 2005)

In 1955 werd het theater vanwege veiligheidsproblemen gesloten. Het bleef jaren ongebruikt en in begin van de jaren 60 dook het gevaar van instorting op en gingen er plannen op om er een parkeergarage van te maken. (Dit was dezelfde tijd van "stedelijke vernieuwing" die in Amerika bijna leidde tot de vernietiging van Carnegie Hall).
Gelukkig vond in 1962 het theater een nieuwe en succesvolle rol voor zichzelf weggelegd als podium voor hedendaags muziektheater. Veel Engelstalige musicals vonden er hun Duitstalige première, zoals Cats en The Phantom of the Opera. Daarnaast ging er in september 1992 de musical Elisabeth (over de vrouw van Franz Joseph I van Oostenrijk, Elisabeth van Beieren ("Sisi") in premiere.

## Recente jaren: herleving als fulltime operahuis
In het Mozartjaar presenteerde het Theater an der Wien een serie van belangrijke opera's van Mozart en sindsdien is het een doorlopend bezet operahuis, waar ook klassieke concerten plaatsvinden. Het theater staat onder directie van Roland Geyer. De eerste Mozartopera die er werd opgevoerd was Mozarts Idomeneo.
Geyer zegt over het theater dat hij wenst dat er "huidige cutting edge regisseurs en interessante producties" plaatsvinden.. Hij richt zich op drie gebieden: Barokopera, hedendaagse opera en Mozart.
De theaterseizoenen hebben de volgende producties opgeleverd:
- André Previn: A Streetcar Named Desire, gedirigeerd door Sian Edwards, enscenering van Stein Winge
- Georg Friedrich Händel: Giulio Cesare in Egitto, gedirigeerd door René Jacobs, enscenering van Christof Loy
- Jake Heggie: Dead Man Walking, dirigent Sian Edwards, enscenering Nikolaus Lehnhoff
- Joseph Haydn: Orlando Paladino; dirigent Nikolaus Harnoncourt, enscenering Keith Warner
- Claudio Monteverdi: Orpheus y Euridice
- Francis Poulenc: Dialogues des Carmélites; dirigent Bertrand de Billy, enscenering Robert Carsen
- Luigi Cherubini: Médée; dirigent Fabio Luisi, enscenering Torsten Schäfer
- Leoš Janáček: Káťa Kabanová, dirigent Kirill Petrenko, enscenering Keith Warner
- Fernando Moreno Torroba: Luisa Fernanda, o.l.v. Josep Caballé-Domenech, enscenering Emilio Sagi
- Wolfgang Amadeus Mozart:
  - La finta semplice, o.l.v. Fabio Luisi, enscenering Laurent Pelly;
  - Le nozze di Figaro, o.l.v. Graeme Jenkins, enscenering Kasper Bech Holten;
  - Die Zauberflöte, o.l.v. Jean-Christophe Spinosi, enscenering Achim Freyer.

Onder de zangers die in het Theater zongen waren de bekende Marijana Mijanovic, Frederica von Stade, Olaf Bär, Patricia Petibon, Anatoli Kotscherga, Anja Silja, Diana Damrau, Plácido Domingo, Maria José Montiel en Andrea Rost.
Het Theater an der Wien werkt vaak samen in coproducties met andere operahuizen, zoals de Washington Opera, de Los Angeles Opera, het Teatro Real in Madrid, De Nederlandse Opera in Amsterdam, en de Sächsische Staatsoper in Dresden.

## Nomenclatuur
"Wien" is het Duitse woord voor Wenen, maar de naam "Wien" in de naam van het theater is afgeleid van de rivier de Wien (Wienfluss), die ooit langs het theater stroomde. Het "an der Wien" betekent 'aan de Wien' (dus aan de oever gelegen van de Wien). De naam is tegenwoordig wat minder evident, omdat de rivier op deze plek ondergronds ligt en overkoepeld is. Op de voormalige bedding huist nu de Naschmarkt, een openluchtmarkt.